# Anastasia Sivajeva
Anastasia Sergejevna Sivajeva (Russisch: Анастасия Сергеевна Сиваева) (Moskou, 10 november 1991) is een Russische theater- en filmactrice. Ze is in Rusland vooral bekend door de succesvolle televisieserie Papiny dotsjki.